# Bahía San Blas (Argentina)
Bahía San Blas es una localidad del extremo sudeste de la provincia de Buenos Aires, Argentina, perteneciente al partido de Patagones. Cuenta con playas de canto rodado sobre la ribera del mar argentino del océano Atlántico.
En verano acoge a miles de turistas de todo el país y la actividad de la pesca es muy practicada en dicho lugar.
Sus bajíos han sido causa de numerosos naufragios. Durante la guerra del Brasil en la cual la República Argentina enfrentó al Imperio del Brasil por la liberación de la Banda Oriental fue escenario de la expedición brasilera del 21 de octubre de 1827 que fracasó tras el naufragio de sus principales buques.

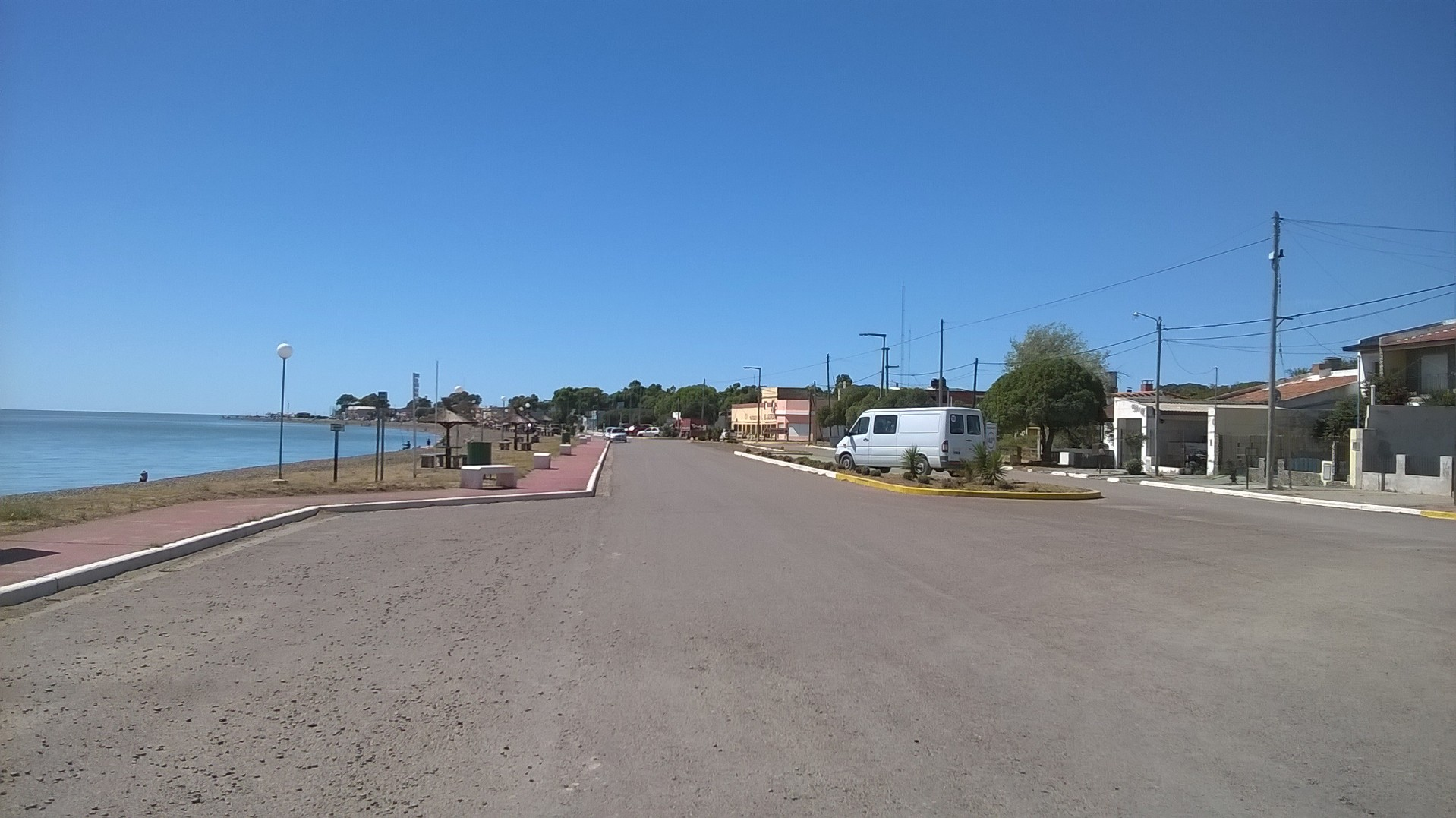
Costanera Bahía San Blas.

## Población
En 2010 contaba con  611 habitantes (Indec, 2010), lo que representa un incremento del 32% frente a los 463 habitantes (Indec, 2001) del censo anterior.
En la actualidad se estima que hay un total aproximado de 1100 habitantes.

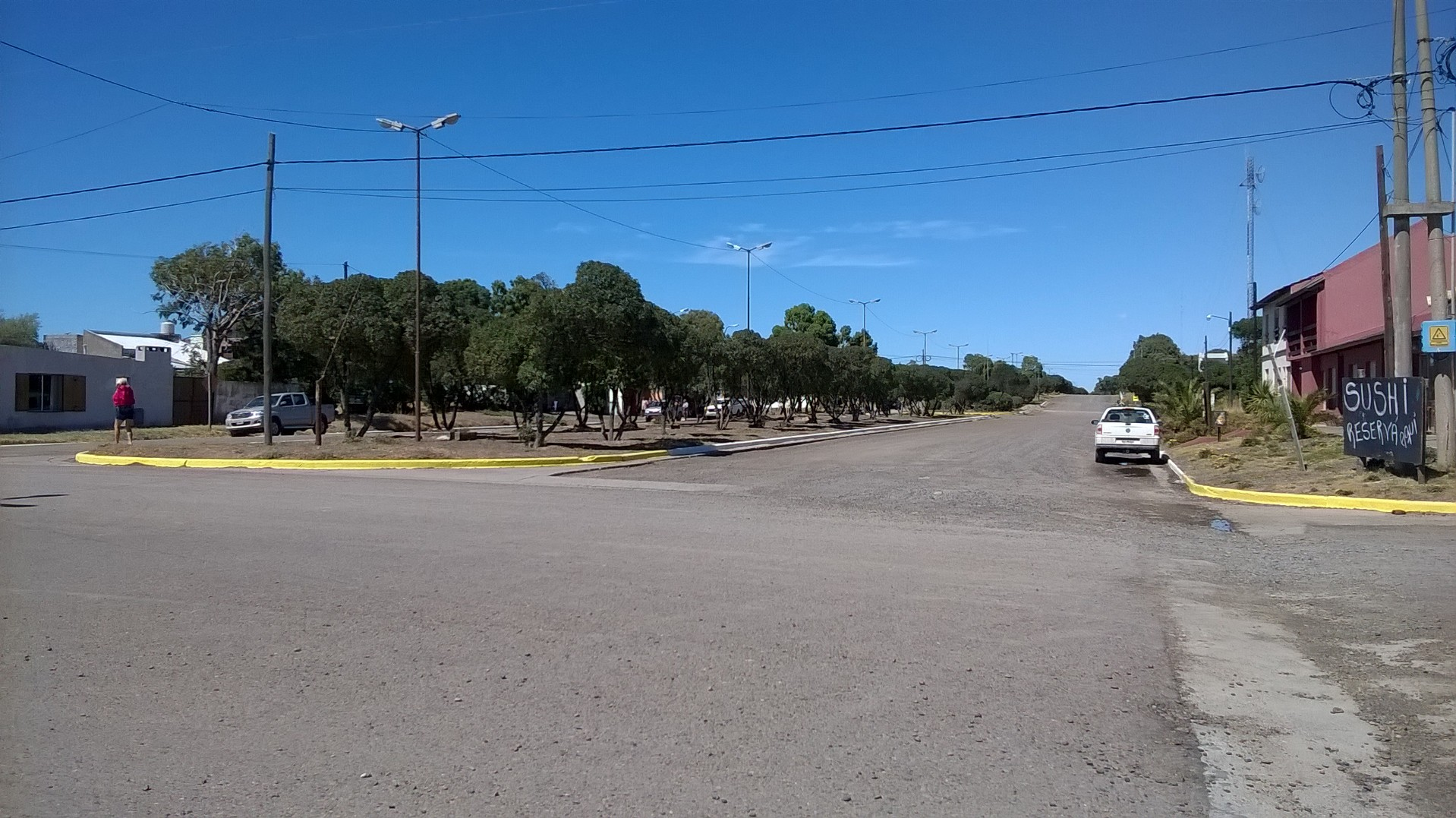
Cruce entre el acceso a Bahía San Blas con calle Costanera.

| Gráfica de evolución demográfica de Bahía San Blas entre 1991 y 2015 |
|                                                                      |
| Fuente: censos nacionales del INDEC                                  |

## Patrimonio

### Natural
Declarada “Reserva Natural de Usos Múltiples” por Ley Provincial 12.788, la región denominada Bahía San Blas, es en realidad un humedal de unas 16.000 hectáreas compuestas por un conjunto de islas, entre las que se encuentran: la Isla del Jabalí (donde se encuentra la localidad), la Isla del Sur, la Isla Flamenco, la Isla Gama, y otras menores.
Separada de tierra firme por dos rías, la isla del Jabalí forma un terreno semicircular de unas 6.000 hectáreas (aproximadamente 15 kilómetros de largo y 6 kilómetros de ancho). Por su característica de “pozo marino”, sin oleaje fuerte, ni mar de fondo. La ribera está formada, en parte por un talud de canto rodado y otra por una playa de arena.
La playa NE se puede dividir en dos partes perfectamente diferenciadas, desde la Rebeca hacia el Este, es igualmente de suave declive, y desde La Rebeca hasta la entrada de la Ría del Jabalí, con una extensión de 600 a 700 metros, la costa es de canto rodado con una pendiente muy pronunciada, que oscila entre 30 y 35 grados. La zona O y SE está delimitada por la Ría del Jabalí que completa el cinturón de la Isla y que es la que la separa del continente. Esta zona tiene costas de cantos rodados y en su mayoría tierras barrosas habitadas por cangrejos e islotes cubiertos por juncos. En el extremo meridional de la Isla del Jabalí, lugar denominado Paso Seco, se halla el único punto de contacto natural semipermanente con tierra firme, debido a ello algunos geógrafos la consideran como península del Jabalí en lugar de Isla.

## Flora y fauna
La localidad posee una variada fauna marina, entre la que podemos encontrar las siguientes especies:
- Pulpo

- Burriqueta
- Pejerrey
- Corvina rubia
- Cazón
- Lenguado
- Gatuzo
- Ostras del pacífico
- Delfín franciscana
- Escalandrún
- Gatopardo
- Bacota
- Panzón
- Pez elefante
- Cangrejo
- Bagre
- Raya
- Pescadilla

En la fauna terrestre se pueden resaltar: vizcachas, peludos, tortugas, jabalíes, ñandúes, cuises, lagartijas, culebras, pumas, perdices, zorrinos, liebre europea, etc.
Entre las aves que sobrevuelan la isla se encuentran muchas especies: gaviotas, pechitos colorados, calandrias, lechuzas, cardenales amarillos, horneros, pájaros carpinteros, teros, loros barranqueros, flamencos, gorriones y, los vulgarmente llamados ostreros, entre otras.
La vegetación natural de la Isla es escasa y típicamente xerófila. Se encuentran, entre ellas, seis variedades de cactus, "siempre verdes", tamariscos, "uñas de gato", entre otras.

## Historia
Alcide d'Orbigny
En 1829 y por espacio de un mes, recorre la isla y sus alrededores el naturalista Francés Alcide d'Orbigny bautizando gran cantidad de especies, entre ellas la Oliva Puelchana. Sus hallazgos fueron plasmados en la obra Viaje por la América Meridional. 

### La expedición de Beagle
En 1832 la bahía recibe una expedición que tenía gran interés científico “El Beagle”, cuyo capitán era Robert Fitz Roy. En ella se encontraba a bordo el ilustre científico Charles Darwin.
La expedición dejó una cartografía muy correcta de la bahía que se utilizó hasta fines del siglo.

### Saladero
El 1903 comienza a trabajar la compañía salinera Anglo-Argentina que traía la sal en estado líquido por cañerías, desde las salinas de Piedras cercana a la localidad de Cardenal Cagliero. Por medio de 2 plantas de bombas, una en la misma salina y la otra en el Barrancoso llegaba al Paso de los Caños o Paso Grande sobre la Ría del Jabalí, ubicada a un lado de lo que es hoy el puente carretero, donde aun se pueden ver algunos postes que las soportaban, emergiendo del agua.
Sobre esta cañería, había una pasarela para el pasaje de los transeúntes.
Desde aquí, bordeando la Ría llegaba la sal hasta las piletas que se encuentran detrás de la capilla de San Blas donde se decantaba y se secaba para ser luego embolsada y transportada por un tránsito de trocha angosta y embarcada rumbo a Buenos Aires, desde donde era llegada a Europa.
En 1912 la empresa presenta bancarrota.

### Aporte al Puerto General Belgrano
A principios del siglo XX se transportó desde la localidad, el canto rodado para la construcción de la base naval de Puerto Belgrano, lo que ocasionó, en algunos sectores de la isla, la falta de pedregullo.

### Wasserman
Eduardo Mulhall compró en 1881 junto a otras tierras una estancia en San Blas que se convertiría en un polo del desarrollo de la industria agropecuaria abarcando 68.000 hectáreas. El 15 de diciembre de 1908 se crea el Pueblo Mulhall o San Blas, Julio A Mulhall, solicita al Ministerio de Obras Públicas de la provincia de Buenos Aires, la creación de un pueblo en campo de su propiedad, por lo que una vez cumplimentada la requisitoria, el ministro Ángel Etcheverry aprueba tal solicitud y eleva el expte para la firma del Gobernador Darío I Irigoyen decretando el 15 de diciembre la creación del Pueblo Mulhall o San Blas constando esto en el Registro Oficial de la Provinvia de Bs As.
En la década del ’30, sería vendida a Bruno Wasserman, un acaudalado importador de papel y extraordinario benefactor.
Bruno hizo construir el puente sobre un brazo del mar, en el año 1928, al que le puso una placa: Puerto Wasserman. De esta manera comenzó el progreso del pueblo.
En 1932 murió su esposa Cristina Berta, en cuya memora mandó a edificar una capilla. Cuando su esposa murió tiempo después se casó con la alemana Ría Hess, su enfermera y en 1940 se envenenó con cianuro se dice.
Tuvieron tres hijos: Erwing, Kurt y Mario. El primero, más conocido como “Bubby”, incrementó el lujo de la estancia, que contaba con 10 habitaciones, 4 baños, una cocina inmensa y un subsuelo para almacenar alimentos y un inmenso living con un decorado inusual para la época.
El casco de la estancia se convirtió en el refugio predilecto de políticos y empresarios norteamericanos, expresidentes argentinos, artistas nacionales e internacionales, amigos del entonces magnate Erwing Wasserman y las más grandes estrellas de Hollywood de la época: Esta magnífica estancia contó en sus habitaciones con la presencia de Orsones, Tyrone Power, José María Guido, ArturoFrondizi, Florencio Molina Ocampo, Fernando Lamas.
Estos ilustres visitantes llegaban a la isla en avión privado o a través del tren que unía Buenos Aires con José B. Casas. Memorables fueron las suntuosas fiestas que tuvieron lugar en esta propiedad. La mayoría de las construcciones de la época- como el Haras o el casco de la estancia- todavía se mantienen en pie, reflejando el lujo y potestad de aquella época.
En 1942 financió una película con Fernando Lamas y Diana Maggi, protagonizando una historia de indios y soldados que se llamó “Frontera Sur” y que fue un fracaso en las carteleras.
El 14 de junio de 1966 muere en Buenos Aires.

## Celebridades
- Aquí se accidentó y falleció José Luis Cuciuffo.